# Asociación de Fútbol de Gozo
La Asociación de Fútbol de Gozo es el ente encargado de regir el fútbol en la Isla de Gozo. Fue fundada en 1936 y actualmente está encargada de la organización y logística de la Primera División de Gozo, Segunda División de Gozo, Copa de Gozo, Supercopa de Gozo, Copa Independencia de Gozo, Copa de la Segunda División de Gozo y de la Selección de fútbol de Gozo.
La GFA también se encarga de administrar al Gozo Football Club, equipo que jugó hasta la temporada 2008-09 en la Segunda División de Malta y de su homónimo femenino (Gozo Woman Football Club) que juega en la Segunda División Femenina de Malta.
La GFA es miembro temporal de la de la NF-Board, pero no de la FIFA ni de la UEFA; sin embargo, si un club  gozano ganase la Copa Maltesa —el único torneo maltés del que participan— este tendría derecho a participar en la Liga Europa de la UEFA como representante de Malta.

## Torneos Organizados

### Ligas
- Primera División de Gozo
- Segunda División de Gozo

### Copas
- Copa de Gozo
- Supercopa de Gozo
- Copa Independencia de Gozo
- Copa de la Segunda División de Gozo